# Colotois aurantiaca
Colotois aurantiaca là một loài bướm đêm trong họ Geometridae.